# Kirbu (jezioro)
Kirbu (est. Veskijärv (Krabi Veskijärv; Krabi paisjärv, Kirbu järv)) – jezioro w Estonii, w prowincji Valgamaa, w gminie Haanja. Należy do pojezierza Haanja (est. Hannja järved). Położone jest na zachód od wsi Hämkoti. Ma powierzchnię 2,5 ha linię brzegową o długości 788 m, długość 310 m i szerokość 140 m. Sąsiaduje m.in. z jeziorami  Alasjärv, Plaani Mudajärv, Mäe-Tilga, Mäe-Tilga Kogrõjärv, Vällämäe Küläjärv, Puustusjärv, Luhte. Położone jest na terenie obszaru chronionego krajobrazu Haanja (est. Haanja looduspark).